# 황남대총 북분 금관
황남대총 북분 금관(皇南大塚 北墳 金冠)은 대한민국 경주시 황남동 미추왕릉 지구에 있는 삼국시대 신라 무덤인 황남대총에서 발견된 금관이다. 1978년 12월 7일 대한민국의 국보 제191호로 지정되었다.

## 개요
경주시 황남동 미추왕릉 지구에 있는 삼국시대 신라 무덤인 황남대총에서 발견된 금관이다. 신라 금관을 대표하는 것으로 높이 27.5cm, 아래로 늘어뜨린 드리개(수식) 길이는 13∼30.3cm이다.
이마에 닿는 머리띠 앞쪽에는 山자형을 연속해서 3단으로 쌓아올린 장식을 3곳에 두었고, 뒤쪽 양끝에는 사슴뿔 모양의 장식을 2곳에 세웠다. 푸른 빛을 내는 굽은 옥을 山자형에는 16개, 사슴뿔 모양에는 9개, 머리띠 부분에 11개를 달았다. 또한 원형의 금장식을 균형있게 배치시켜 금관의 화려함을 돋보이게 하였다.
아래로 내려뜨린 드리개는 좌·우 각각 3개씩 대칭으로 굵은 고리에 매달아 길게 늘어뜨렸다. 바깥의 것이 가장 길고, 안쪽으로 가면서 짧아진다. 장식 끝부분 안쪽에는 머리띠 부분과 같은 푸른색 굽은 옥을 달았고, 바깥쪽에는 나뭇잎 모양의 금판을 매달았다. 발견 당시 금관과 아래로 내려뜨린 드리개들이 분리되어 있었다.
이 금관은 신라 금관의 전형적인 형태를 갖추고 있으며, 어느 것보다도 굽은 옥을 많이 달아 화려함이 돋보이고 있다.

## 같이 보기
- 황남대총

## 참고 자료
- 황남대총 북분 금관 - 국가유산청 국가유산포털